# Anatolij Nyikolajevics Bajdacsnij
Anatolij Nyikolajevics Bajdacsnij (oroszul: Анатолий Николаевич Байдачный; Moszkva, 1952. október 1. –) orosz labdarúgóedző, korábban szovjet válogatott labdarúgó.

## Pályafutása

### Klubcsapatban
1969 és 1974 között a Gyinamo Moszkva, 1974 és 1979 között pedig a Gyinamo Minszk játékosa volt.

### A válogatottban
1972-ben 5 alkalommal szerepelt a szovjet válogatottban. Bemutatkozására egy Jugoszlávia elleni Európa-bajnoki selejtező alkalmával került sor. Részt vett az 1972-es Európa-bajnokságon, ahol ezüstérmet szerzett.

### Edzőként
Miután befejezte játékos pályafutását edzősködni kezdett. Dolgozott többek között a Tiligul-Tiras Tiraspol, a Dinama Minszk, a Tyerek Groznij és az FK Rosztov csapatainál. 2003 és 2005 között a fehérorosz válogatott szövetségi kapitánya volt. 

## Sikerei, díjai

### Játékosként
Szovjetunió
- Európa-bajnoki ezüstérmes (1): 1972

### Edzőként
Dinama Minszk
- Fehérorosz bajnok (1): 1997